# 1260 в Україні

## Особи

### Народились
- Петро Ратенський (*1260? — грудня 1326) — Митрополит Київський і всієї Русі, переніс київську митрополичу кафедру з Владимира до Москви.

## Засновані, зведені
- Бучач
- Оросієво
- Четфалва